# Grumman F6F Hellcat

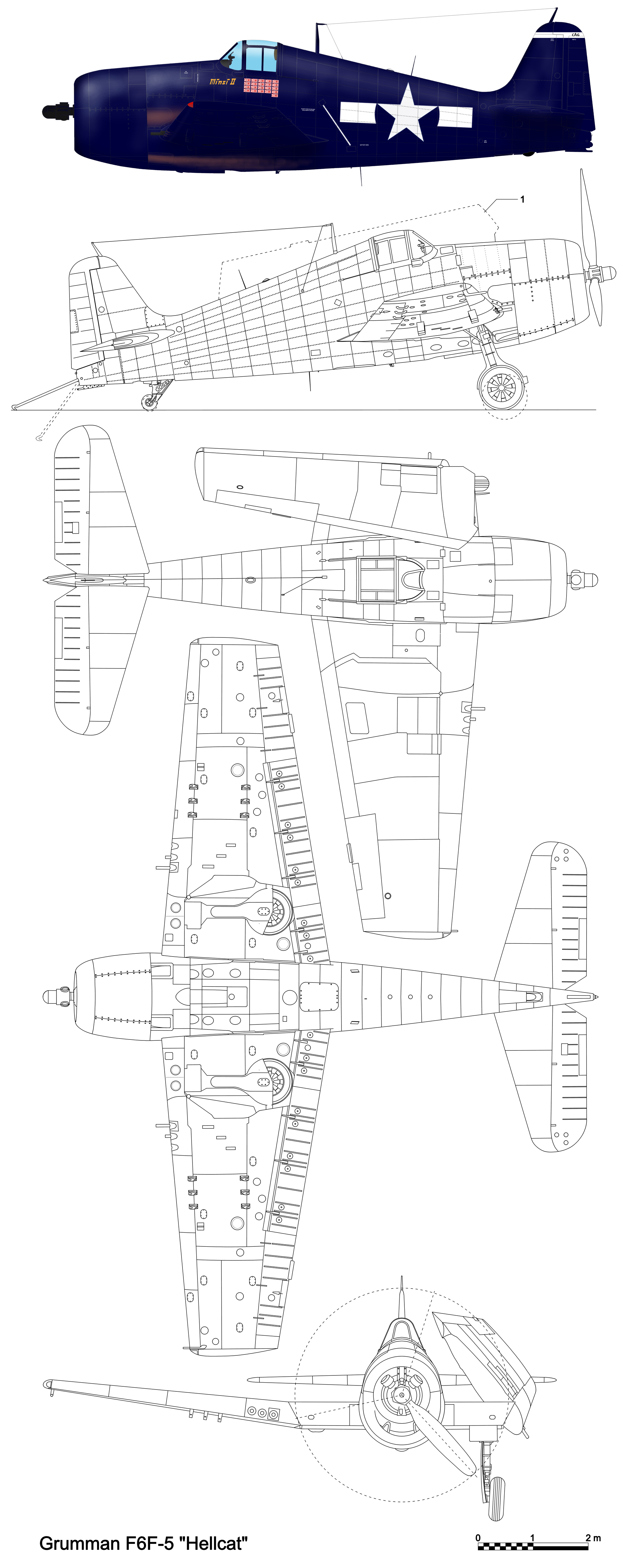
Схематичне зображення F6F Hellcat

«Грумман» F6F «Хеллкет» (англ. Grumman F6F Hellcat, укр. F6F «Пекельний кіт») — американський палубний винищувач виробництва авіакомпанії Grumman за часів Другої світової війни. Розроблений для заміни попередньої версії винищувача F4F «Вайлдкет» та протидії японському A6M «Зеро». Літак був домінуючим палубним винищувачем ВМС США у другій частині війни на Тихому океані, перевершивши швидший F4U «Корсар», який однак мав проблеми з посадкою на авіаносець. У вересні 1943 року F6F дебютував у бою і незабаром став найвідомішого літака завдяки своїй славі надійного, добре продуманого винищувача морської авіації, який зміг перевершити A6M «Зеро» і допомогти в опануванні в повітрі на Тихоокеанському театрі війни.
На «Хеллкетах» літало 305 американських льотчиків-асів, у тому числі Девід Маккемпбелл, найрезультативніший ас ВМС США. За підрахунками авіаційних експертів льотчики F6F «Хеллкет», що перебували на озброєнні ВМС США, Корпусу морської піхоти США та морської авіації Королівського флоту, за час бойових дій записали на свій рахунок 5223 збитих літаки противника, що було більше ніж на «Корсарах», «Лайтнінгах» і «Уайлдкетах», разом узятих.
Загалом за трохи більше ніж два роки було побудовано 12 275 літаків. Перебував на озброєнні військово-морських сил США, Великої Британії, Франції, Парагваю та Уругваю.

## Історія створення

### Перші зразки
Ще до початку Другої світової війни командування американського флоту дійшло висновку, що авіапарк палубних літаків значно застарів й якісно поступається новітнім літакам потенційного противника — Японії. Основний американський палубний винищувач «Уайлдкет» вже не міг конкурувати з новітнім японським винищувачем Mitsubishi «Зеро». Він практично вичерпав свої модернізаційні можливості, в той час як японський літак мав ще колосальні потенційні резерви.
З 1938 року компанія «Грумман» працювала над наступником F4F «Уайлдкету». Новий літак, що розроблявся, оснащувався потужним дворядним Wright R-2600 Twin Cyclone, 14-циліндровим радіальним двигуном, потужністю 1 700 к.с. (1 268 кВт) з трьох лопатевим гвинтом Curtiss Electric (аналогічна силова установка встановлювалася на торпедоносці виробництва «Грумман» надалі). Винищував являв собою середньоплан з крилами, що складалися назад у вигляді даху, передніми крайками догори. Цей принцип складання крил у літаків палубної авіації «Грумман» вже використовував на своїх попередниках: F4F-4 «Уайлдкет» і TBF-1 «Евенджер».
За винятком вузькоколійного, ручного колінчастого головного шасі «Уайлдкета», що втягувався у фюзеляж, прототип конструктивно мало відрізнявся від винищувача-біплана FF-1, що дебютував ще у 1931 році. Шасі було радикально перероблено — тепер замість «трапеції, що втягується» літак мав потужні високі стійки, котрі у польоті прибиралися в крило назад з розворотом на 90 °. Завдяки такій конструктивній особливості шасі цілком вміщувалося у консолі крила.
Крила встановлювалися нижче на фюзеляжі, і їх можна було складати вручну або за допомогою гідравлічної системи, при цьому кожна панель поза бортом шасі відкидалася назад від повороту на спеціальній системі повороту діагональної осі «Sto-Wing» запатентованій «Грумманом», подібно до F4F. Новий літак вийшов найбільшим з усіх одномоторних винищувачів, коли-небудь будувалися не тільки в США, а й у світі.
На початку 1942 року Лерой Грумман разом з головними конструкторами його компанії Джейком Свірбулом та Біллом Швендлером у кооперації з Бюро аеронавтики ВМС США працювали з досвідченими пілотами F4F над розробкою нового винищувача, який мав протистояти A6M Zero та допомогти авіації флоту здобути перевагу у повітрі на Тихому океані.
26 квітня 1942 року Бюро аеронавтики на підставі аналізу повітряних боїв між F4F і A6M Zero, видало рекомендацію на встановлення на майбутньому палубному винищувачі потужнішого 18-циліндрового радіального двигуна Pratt & Whitney R-2800 Double Wasp на другий прототип XF6F-1. Отже, з огляду на цю вимогу «Грумману» довелося повністю перепроєктувати конструкцію планера та посилити його корпус для інсталяції цього двигуна на 2 000 к.с. з трилопатевим повітряним гвинтом Гамільтон Стендарт «Хайдроматік» замість застосованого раніше «Кертісс Електрик». За підрахунками Лероя Груммана ефективність XF6F-3 збільшувалася на 25 % у порівнянні з XF6F-1.
26 червня 1942 року у повітря піднявся перший прототип літака XF6F-1 (02981), оснащений Wright R-2600 Twin Cyclone, а XF6F-3 (02982) — 30 липня 1942 року. 3 жовтня 1942 року вже злетів перший серійний зразок F6F-3, з двигуном R-2800-10, а в лютому 1943 року перша авіагрупа, озброєна новітніми винищувачами набула оперативної готовності у складі ескадрильї VF-9 на авіаносці «Ессекс».

### Подальший розвиток
На основі базового літака F6F-3 були розроблені два варіанти нічної версії палубного винищувача. Перші 18 з них — F6F-3E виготовлялися шляхом модернізації попередніх зразків F6F-3, та оснащувалися радіолокатором частоти 10 ГГц AN/APS-4, встановленому в обтічному контейнері з діелектричного матеріалу під правою консоллю, з невеликим радіотехнічним прицілом, встановленим посередині приладової дошки та радіолокаційним висотоміром AN/APN-I і індикатор РЛС.
У липні 1943 року появився другий варіант — F6F-3N — з радіолокаційним висотоміром AN/APN-I і РЛС «Sperry» AN/APS-6 (A1A), в обтічнику на правій консолі. Загалом було випущено 200 одиниць нічних винищувачів. У листопаді 1943 року здобута перша перемога в повітрі нічним «Хеллкетом».
До квітня 1944 року було побудовано 4 402 винищувачі версії F6F-3. Паралельно виробництво перепрофілювалося на F6F-5.
F6F-3 був змінений в серії новою модифікацією F6F-5. Вона відрізнялася поліпшеним бронезахистом, облагородженим ліхтарем кабіни з трьома бронестеклами замість одного, відсутністю прозорих «вух» для огляду назад, зміненим капотом двигуна, наявністю регулювальних пластин на елеронах, посиленою конструкцією хвостової частини та задньої частини фюзеляжу і наявністю бомботримачів і установок «нульового старту». Силова установка посилена за рахунок встановлення потужнішого R-2800-10W потужністю 2200 к.с. із системою вприскування води.
Маса підвісного озброєння зросла до 1542 кг. На деяких «Хеллкетах» цієї моделі замість двох центральних кулеметів встановлювалося дві 20-мм гармати «Гіспано-С'юза» M2 з боєкомплектом по 220 снарядів на ствол. Все F6F-5 мали вузли підвіски для РЛС і гніздо для її екрану на приладовій панелі, і легко, протягом декількох годин, могли бути конвертовані в нічні винищувачі. Було побудовано 7870 літаків F6F-5, включаючи нічні винищувачі F6F-5N. Декілька екземплярів F6F-5 були оснащені камерою для ведення повітряної розвідки і йменувалися F6F-5P.
3 жовтня 1942 року перший політ здійснив дослідний зразок XF6F-4 з двигуном R-2800-27 та чотирма 20-мм гарматами M2. Ця версія в серію не пішла, а була перероблена на F6F-3. Іншим експериментальним прототипом був XF6F-2 — F6F-3, перероблений на двигун Wright R-2600-15, оснащений турбокомпресором із змішаним потоком, який згодом був замінений на Pratt & Whitney R-2800-21, також оснащений турбокомпресором Бірмана. Турбокомпресори виявилися ненадійними на обох двигунах, тоді як покращення продуктивності було незначним. Наступна модифікація літака «Хеллкет» XF6F-6 мала 18-циліндровий Pratt and Whitney R-2800-18W потужністю 2100 к.с. та чотирилопасний пропелер. Літак розганявся до швидкості 671 км/год і був найшвидшим серед усіх «Хеллкетів». Однак, війна завершилася до того, як винищувач надійшов у серійне виробництво.
У листопаді 1945 року з виробничої лінії зійшов останній «Хеллкет»; загальне виробництво склало 12 275 винищувачів, з яких 11 000 було побудовано лише за два роки. Цей високий темп виробництва стався завдяки міцному та оригінальному дизайну, який не вимагав значних модифікацій після початку виробництва.
1320 винищувачів «Хеллкет» надійшло по ленд-лізу до Великої Британії, де вони отримали найменування «Хеллкет» Мк.1 (F6F-3) і «Хеллкет» Мк.2 (F6F-5).

## Конструкція та дизайн

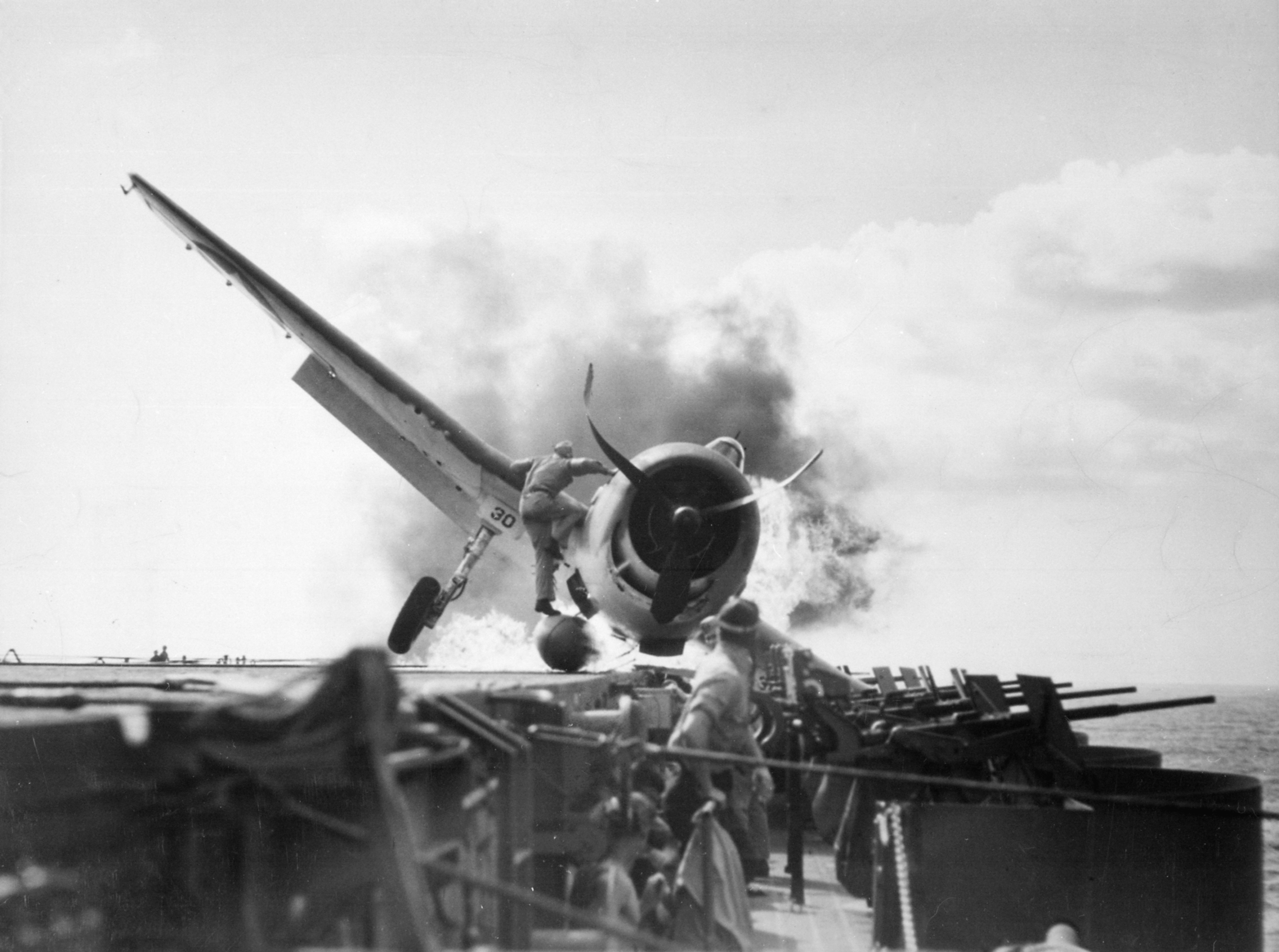
Аварійна посадка палубного винищувача F6F-3 «Хеллкет» на палубу авіаносця «Ентерпрайз» (CV-6) під час битви за атол Макін. Тихий океан. 10 листопада 1943

F6F-5 «Хеллкет» — вільнонесучий одномісний низькоплан суцільнометалевої конструкції з одним дворядним зіркоподібним двигуном, з двоколісним шасі та хвостовим колесом, які прибиралися в польоті, та одинарним вертикальним стабілізатором. Конструкція літака сильно перевантажена, втім, відрізнялася високою міцністю, надійністю, простотою і високою технологічністю. Фюзеляж мав напівмонококову конструкцію з дюралюмінієвою обшивкою, що кріпилася шпангоутами і стрингерами. Технологічно F6F складався з трьох частин. У передній частині знаходився двигун, система водяного форсування, протипожежна система і маслобак з радіатором. Передня частина закінчувалася силовим протипожежним шпангоутом, до якого кріпився передній лонжерон крила. У центральній частині фюзеляжу знаходився головний паливний бак і кабіна льотчика з бронезахистом — передньою плитою, бронеспинкою і бронепіддоном. Товщина броні — 12,7 мм. Центральна частина поділялася поперечною перегородкою — силовим шпангоутом. Хвостова частина фюзеляжу — силова балка. У ній розміщувалося радіоустаткування і автоматичний радіокомпас, а також хвостова опора шасі, що прибиралася, та посадковий гак. Кіль разом з балкою становив єдине ціле, однолонжеронний стабілізатор кріпився до хвостової частини в основі кіля.
У кабіні пілота розміщувалося все пілотажно-навігаційне устаткування, автопілот GR-1, прилади контролю і управління роботою гвинтомоторної установки. Ліхтар складався з двох частин. Рухома частина зрушувалася назад і в разі необхідності аварійно скидалася льотчиком або наземним персоналом. Лобова частина козирка — бронескло завтовшки 38 мм.
Крило літака — трилонжеронне, що для зручності зберігання в авіаносному ангарі складалося. Профіль — NACA-230-12. Механізм складання — гідравлічний карданний шарнір, вбудований у перший лонжерон. У центроплані знаходилися два паливних баки, а також ніші основних стійок шасі. У консолях розташовувалося озброєння, патронні ящики, посадочні фари і вузли кріплення закрилків і елеронів. Закрилки — односекційні, кут відхилення — 27 ° на зльоті, 55 ° — на посадці. Елерони — некомпенсовані, з відхилюваними тримерами.
Силова установка винищувача — 18-ти циліндровий двигун «Пратт-Уїтні» R-2800-10W «Дабл Уосп» повітряного охолодження у формі подвійної зірки, об'єм — 45,9 літри. Оснащувався двоступеневим нагнітачем і системою впорскування водно-спиртової суміші для підвищення потужності мотора до 2231 к. с. У режимі зльоту (при 2700 об/хв) розвивав потужність 2028 к. с. Повітряний гвинт «Гамільтон Стандарт Хайдроматік» (англ. Hamilton Standart Hydromatic) — трилопатевий, металевий, з кроком, котрий автоматично змінювався, діаметром 3,988 м. Вісь установки мотора -3 ° до осі літака.
Усередині планера літака три паливні баки: два ємністю по 331 л у центроплані і один резервний, ємністю 284 л, у фюзеляжі під підлогою кабіни. Крім того можна було використовувати підвісні баки — один під фюзеляжем ємністю 568 л і два підкрильні ємністю по 379 л кожен. За мотором, знизу розміщувався маслобак ємністю 71 л. Радіатор, розташований у нижній частині фюзеляжу, був оснащений системою автоматичної підтримки температури масла.

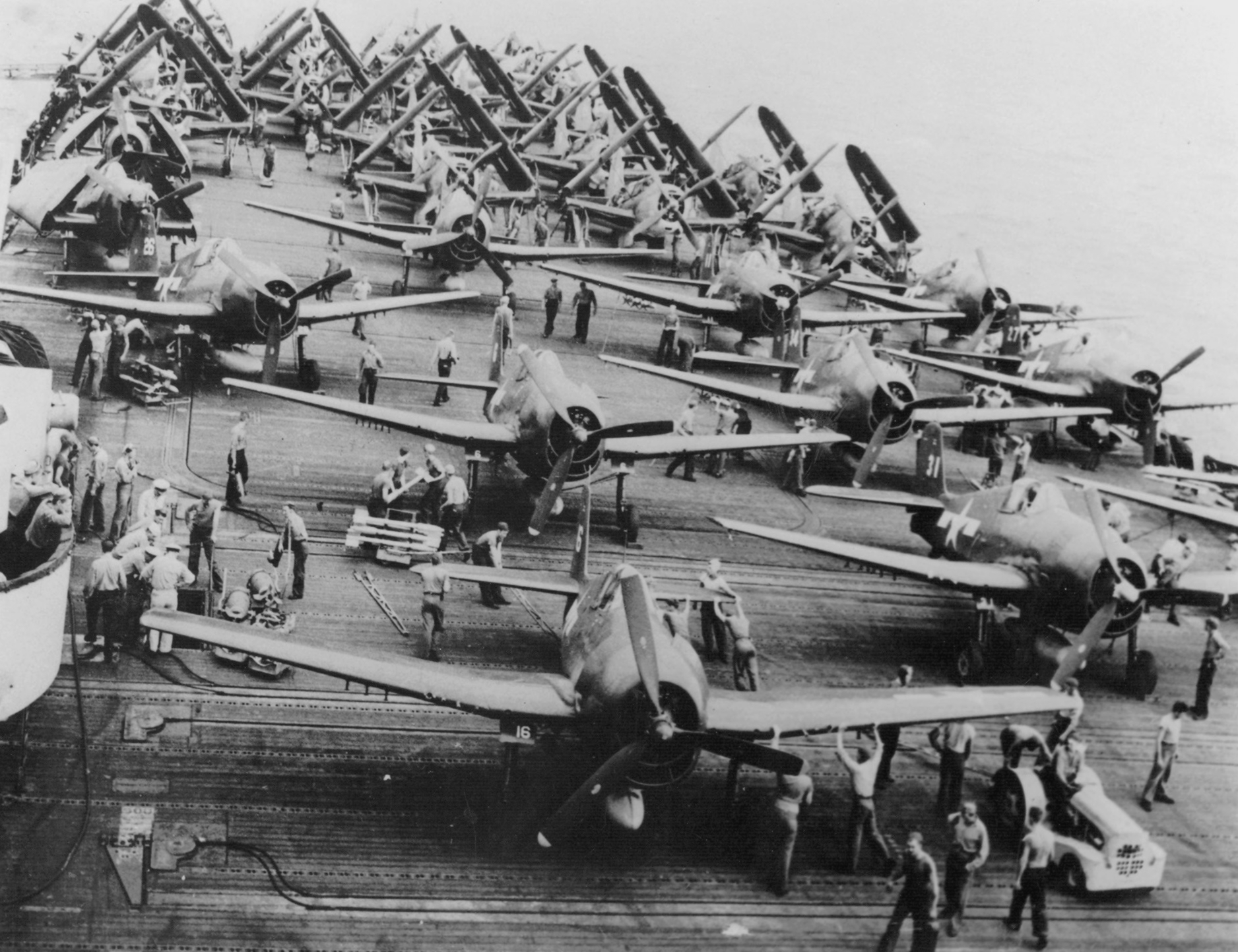
Винищувачі F6F-3/-5 «Хеллкет» та пікіруючі бомбардувальники SB2C-4 «Геллдайвер» 13-ї авіаносної групи на палубі авіаносця «Франклин». Жовтень 1944

Гідросистема забезпечувала роботу закрилків, механізмів системи охолодження двигуна і масломеханізмов прибирання і випуску шасі, складання консолей крила, а також механізмів перезаряджання зброї і гальм коліс.
Шасі — тристійкове, з хвостовим колесом, що забирається. Основні стійки — балкової схеми, при збиранні повертаються на 90 ° і укладаються в крильові ніші назад по курсу польоту літака. Хвостова опора, що забарилася назад у фюзеляж — консольної схеми, невеликих розмірів, з литим катком замість пневматики. Привід випуску і прибирання шасі — гідравлічний, аварійний — ручний.
Радіоустаткування — приймально-передавальна станція — короткохвильовий передавач AN/ARC-5 і середньохвильовий передавач AN/ARC-1 — для двостороннього зв'язку, а також довгохвильовий приймач AN/ARR-2 для навігації. До складу радіообладнання також входив імпульсний передавач ідентифікації IFF (так звана система ідентифікації «свій-чужий») з самоліквідатором. Весь комплекс радіообладнання знаходився у фюзеляжі між кабіною льотчика і оперенням. Використовувалися дві штирові і одна тросова антени. Однопроменева тросова антена натягувалася між двома щоглами, одна з яких знаходилася за кабіною, а інша на кілі.
Озброєння «Хеллкета» — шість 12,7-мм кулеметів «Кольт-Браунінг» M2 з боєзапасом по 400 набоїв на ствол. На деяких машинах F6F-5 два кулемети замінялися на 20-мм британські авіаційні гармати «Брітіш Іспано» M2 з боєкомплектом по 200 снарядів на ствол. Під літак можна було підвісити до трьох бомб калібром до 454 кг, шість ракет HVAR калібром 127 мм і два 298-мм реактивні снаряди «Тайні Тім» (під криловими бомботримачами). Під вузлами підвіски могли підвішуватися паливні баки, які скидаються.

## Бойове застосування

### Американські флот та морська піхота
31 серпня 1943 року стався перший бойовий виліт «Хеллкетів» — F6F-3 ескадрильї VF-5 злетіли з палуби авіаносця «Йорктауна» та здійснили прикриття атаки американської бомбардувальної та штурмової авіації на острів Маркус. Наступного дня сталася перша перемога «Хеллкета» у повітрі, коли лейтенант Дік Лош з авіаносної групи «Індепенденса» збили японський літаючий човен Kawanishi H8K над Тихим океаном.
5-6 жовтня 1943 року відбувся масований наліт палубної авіації з шести американських авіаносців на острів Вейк, в якому взяли участь ескадрильї, озброєні «Хеллкетами». З північно-східного напрямку діяли літаки з авіаносців «Індепенденс» і «Белло Вуд», які мали перехоплювати ймовірне підкріплення японської авіації з Маршаллових островів. Авіаносна авіація з «Ессекса», «Йорктауна», «Лексінгтона» та «Коупенса» завдавала ударів по позиціях японців та важливих цілях на окупованому острові. На перехоплення ворожої авіації японці підняли 27 винищувачів «Зеро» та п'ять бомбардувальників «Бетті». Спротив на Вейкі вдалося придушити, коли авіаносці повернули у зворотному напрямку по завершенню бойового завдання, з 34 літаків, що перебували на Вейкі, японська авіація втратила 22. Американський флот втратив 12 літаків, 6 — збили японські винищувачі та 6 — зенітна артилерія.
11 листопада над Рабаулом над островом Нова Британія протягом цілого дня відбувалися перші великі повітряні бої, в яких взяли участь палубні винищувачі «Хеллкет» та «Корсар». Американські пілоти стверджували про збиття 50 ворожих літаків. 23-24 листопада «Хеллкети» брали участь у повітряних боях над Таравою, де було заявлено про перемогу над 30 японськими A6M Zero ціною втрати лише одного F6F.
У червні 1944 року в битві у Філіппінському морі «Хеллкети» відіграли головну роль серед американських винищувачів, які збили переважну більшість японських літаків. Загалом у війні на Тихому океані 75 % усіх збитих японських літаків належало пілотам винищувачів F6F. Тільки наприкінці воєнних дій японська авіація отримала потужний літак, що міг протистояти «Хеллкетам» — Kawanishi N1K-J — однак їхня чисельність була надто замала, щоб змінити баланс сил на свою користь.

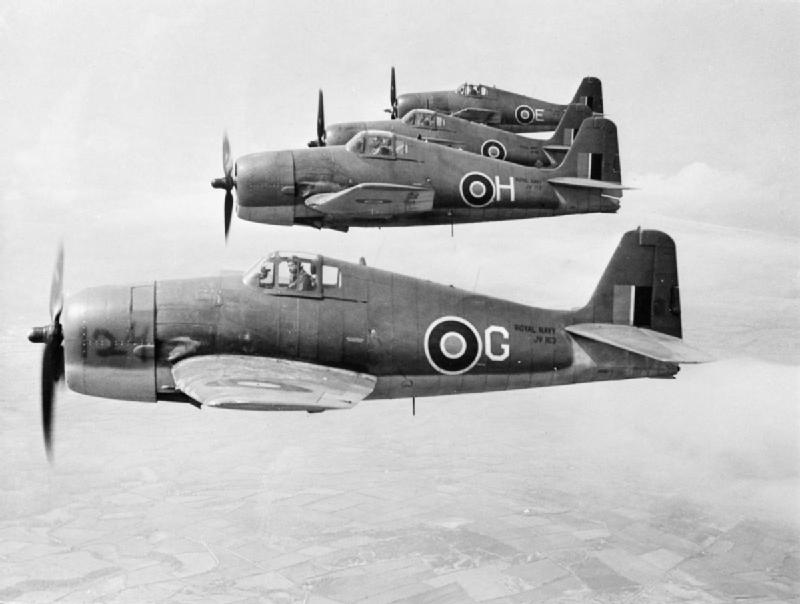
Британські винищувачі F.I «Хеллкет» 1840-ї авіаносної ескадрильї на польоті. 23 червня 1944

10 жовтня 1944 року стало зірковим часом «Хеллкетів», коли сталася битва в затоці Лейте. В цей день американці збили більше сотні японських літаків, з них на частку «Хеллкет» припало 25. Шість літаків збив у цей день командер Девід Маккемпбелл — кращий ас американського флоту та кавалер медалі Пошани, який закінчив війну з 34 перемогами. На F6F літали такі відомі американські льотчики, як Сесіл Гарріс (24 перемоги), Юджин Валенсіа (23 перемоги), Александер Врачіу (17 перемог). Недарма американські льотчики прозвали «Хеллкет» «фабрикою асів», тому що 305 винищувачів стали асами на цьому літаку.
У лютому 1945 року американці почали проводити масовані авіанальоти на Токіо, в яких брали участь винищувачі «Хеллкети». Загалом у цих рейдах брали участь літаки з 16 американських авіаносців. Найактивнішу роль у нальотах взяли пілоти ескадрильї FV-84 «Vipers» з авіаносця «Банкер Гілл». Лише зранку 16 лютого вони збили 24 ворожих літаки, при цьому лейтенант Е.Андерсон збив п'ять літаків різних типів: два «Оскара» та по одному «Тоджо», «Тоні» та «Зеро».
До самого кінця війни F6F активно використовувалися як з авіаносців, так і з наземних баз. Однак, у повітряних боях над Японськими островами «Хеллкет» зустрілися з грізними противниками — японськими військовими винищувачами Кі-84 «Хаяте» і Кі-100, які за швидкістю, скоропідйомністю і маневреністю, та й за озброєнням перевершували «Хеллкет». Втрати американців почали зростати. Наприклад, на початку серпня 1945 року знаменитий японський льотчик — ас Тецудзо Івамото на винищувачі Каваніші «Шіден-каї» самотужки вступив у бій з шістьма «Хеллкетами» і знищив чотири з них. Два «Хеллкети», що вціліли, розстріляли весь боєкомплект і їхні льотчики після повернення на авіаносець доповіли про те, що «винищувач противника зухвало нав'язав їм бій і безкарно пішов».
Під час служби у Другій світовій війні F6F «Хеллкет» став найуспішнішим морським винищувачем усіх часів, який здобув 5 271 перемогу у повітряних боях на усіх фронтах війни. 5 163 з них, або 56 % від загальної кількості перемог американської морської авіації, у 66 530 бойових вильотах здобули пілоти ВМС США та Корпусу морської піхоти США, втративши при цьому лише 270 своїх «Хеллкетів». Це призвело до неймовірного співвідношення — 19:1. Створений як "Вбивця «Зеро», F6F підтримував співвідношення втрат стосовно японського винищувача як 13:1. Співвідношення до японського винищувача Nakajima Ki-84 становила 9,5:1, а до Mitsubishi J2M — 3,7:1. Діючи у тісній взаємодії з F4U «Корсарами», вони сформували смертельний дует. При проведенні ударів з повітря Хеллкети скинули на противника 6503 тонни авіаційних бомб.
По завершенню воєнних дій «Хеллкети» поступово почали знімати з озброєння та переводити до резерву ВМС на берегові бази, оскільки почав надходити новий F8F «Беркет», втім F6F продовжували літати, так як були найпростішими і «прощали» помилки пілотування пілотам ВМС США. Отже їх використовували переважно для підготовки молодих льотчиків. А після початку Корейської війни їм довелося ще близько року побути в зоні бойових дій на другорядних ролях. При цьому деякі машини були перероблені на крилаті торпеди для атаки гребель, довготривалих оборонних споруд та інших важливих об'єктів-цілей. Переробка полягала в установці у фюзеляжі циліндричного контейнера з 1500 кг вибухівки та системи радіоуправління. «Хеллкет»-бомба летів до цілі своїм ходом, керований оператором з іншого літака A-1 «Скайрайдер». У 1951 році літаки «Хеллкет» були офіційно зняті з озброєння і продані на брухт або в приватне володіння.

### Британський флот
«Хеллкети» були серед літаків, що поставлялися до Великої Британії в рамках програми «ленд-ліз». Морська авіація Королівського флоту отримала 1 263 бойових літаки і спочатку їх йменували Grumman Gannet Mark I. Втім, на початку 1944 року їх перейменували, і відповідно до британського маркування вони отримали такі позначення: F6F-3 Hellcat Mk.l (отримано 252 одиниці), F6F-5 — Hellcat Mk.II (849 од.), F6F-5N — Hellcat NF Mk. II (76 од.). Всі F6F-5 та частину F6F-3, що надійшли з США, були переобладнані на фірмі «Блекберн Ейкрафт». Так F6F-3 отримали напрямні для британських реактивних снарядів, деякі F6F-5 були перероблені у винищувачі-розвідники Hellcat F.R. Mk.lI, і розвідники Hellcat FR. Mk.II, які не мали кулеметного озброєння.
Британські «Хеллкети» билися в небі над Норвегією, на Середземному морі та на Тихому океані. За період бойових дій британські пілоти, які літали на «Хеллкетах» заявили про 60 перемог, з них 47 — на Тихому океані і 13 — в Європі. Найбільш результативнішим була 1844-та ескадрилья морської авіації з авіаносця «Індомітебл» Тихоокеанського флоту, що записала на свій рахунок 32,5 збитих літаки.
Після закінчення війни усі вцілілі F6F були повернуті США.

### В інших країнах
Після початку Індокитайської війни морська авіація Франції була забезпечена F6F-5 «Хеллкетами», які французи активно використовували в боротьбі з національним рухом в Індокитаї до 1955 року, переважно як штурмовики.
«Хеллкети» були також надані в якості допомоги військово-морським силам Уругваю, де вони перебували на озброєнні до початку 1960-х років.

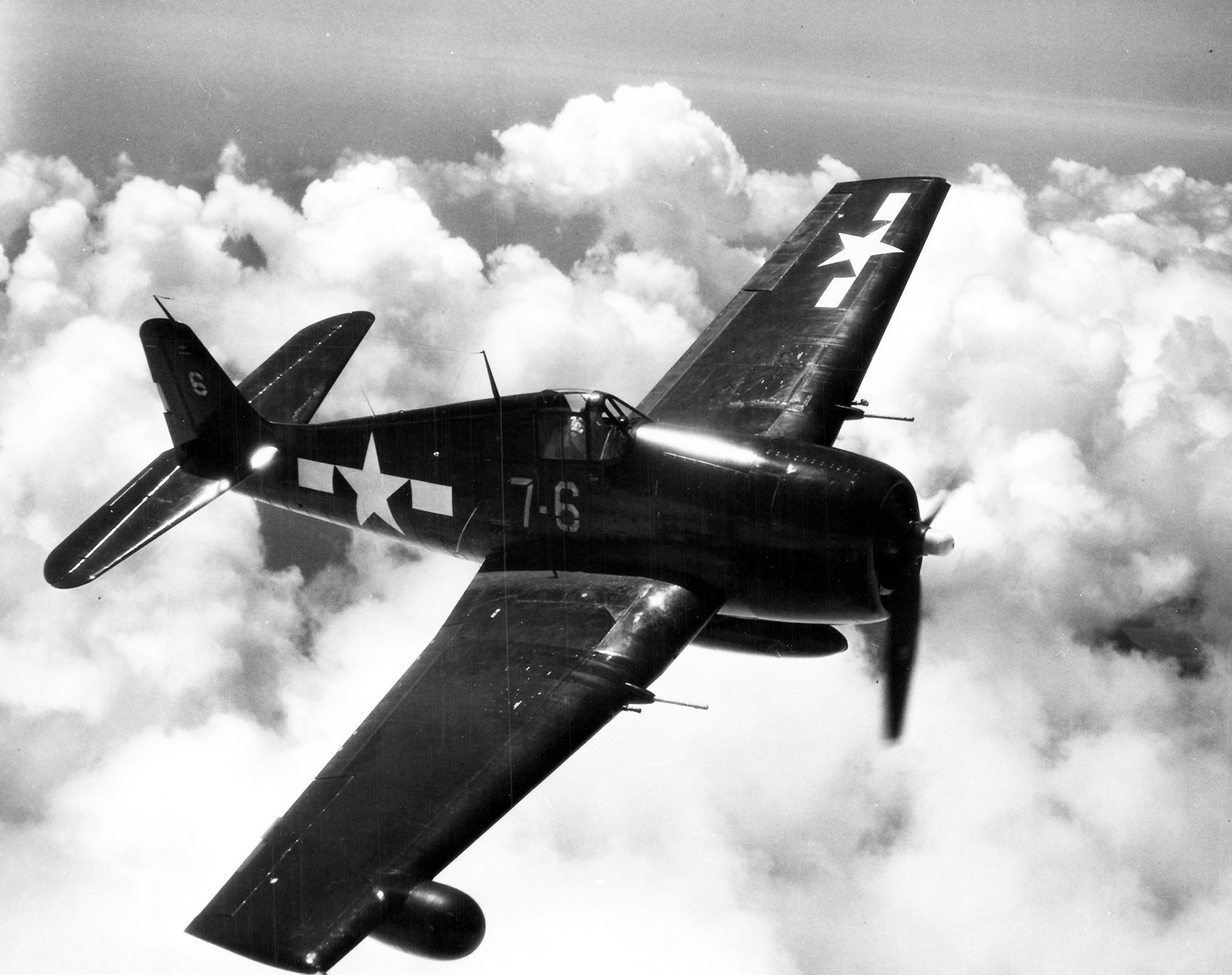
Нічний винищувач F6F-5N з радаром AN/APS-6 та двома 20-мм гарматами M2

## Модифікації

### Прототипи
- XF6F-1 — перший експериментальний прототип літака, оснащений радіальним двигуном Wright R-2600-10 Cyclone 14, потужністю 1600 к.с. 1 екземпляр
- XF6F-2 — прототип літака з двигуном Wright R-2600-16 Cyclone, із турбонаддуванням, потужністю 1700 к.с. 1 екземпляр
- XF6F-3 — другий прототип з двигуном Pratt & Whitney R-2800-10 Double Wasp, із турбонаддуванням, потужністю 2000 к.с. 1 екземпляр
- XF6F-4 — F6F-3 з двигуном Pratt & Whitney R-2800-27 Double Wasp, із турбонаддуванням, потужністю 2100 к.с. 1 екземпляр
- XF6F-6 — літаки, оснащені двигуном R-2800-18W, із турбонаддуванням, та чотирилопастевим пропелером; потужністю 2100 к.с. 2 одиниці

### Серійні зразки
- F6F-3[Прим. 3] — одномісний винищувач, оснащений двигуном R-2800-10 Double Wasp; потужністю 2000 к.с. 4 402 літаки
- F6F-3E — нічний винищувач, оснащений радіолокатором частоти 10 ГГц AN/APS-4, радіолокаційним висотоміром AN/APN-I і індикатором. Побудовано 18 од.
- F6F-3N — нічний винищувач, оснащений радіолокатором AN/APS-6. Побудовано 229 од.
- F6F-5 — модернізована версія винищувача з потужнішим двигуном Pratt & Whitney R-2800-10W, потужністю 2200 к.с., зміненою формою капоту двигуна, новими елеронами, посиленим хвостовим оперенням. Побудовано 7870 од.

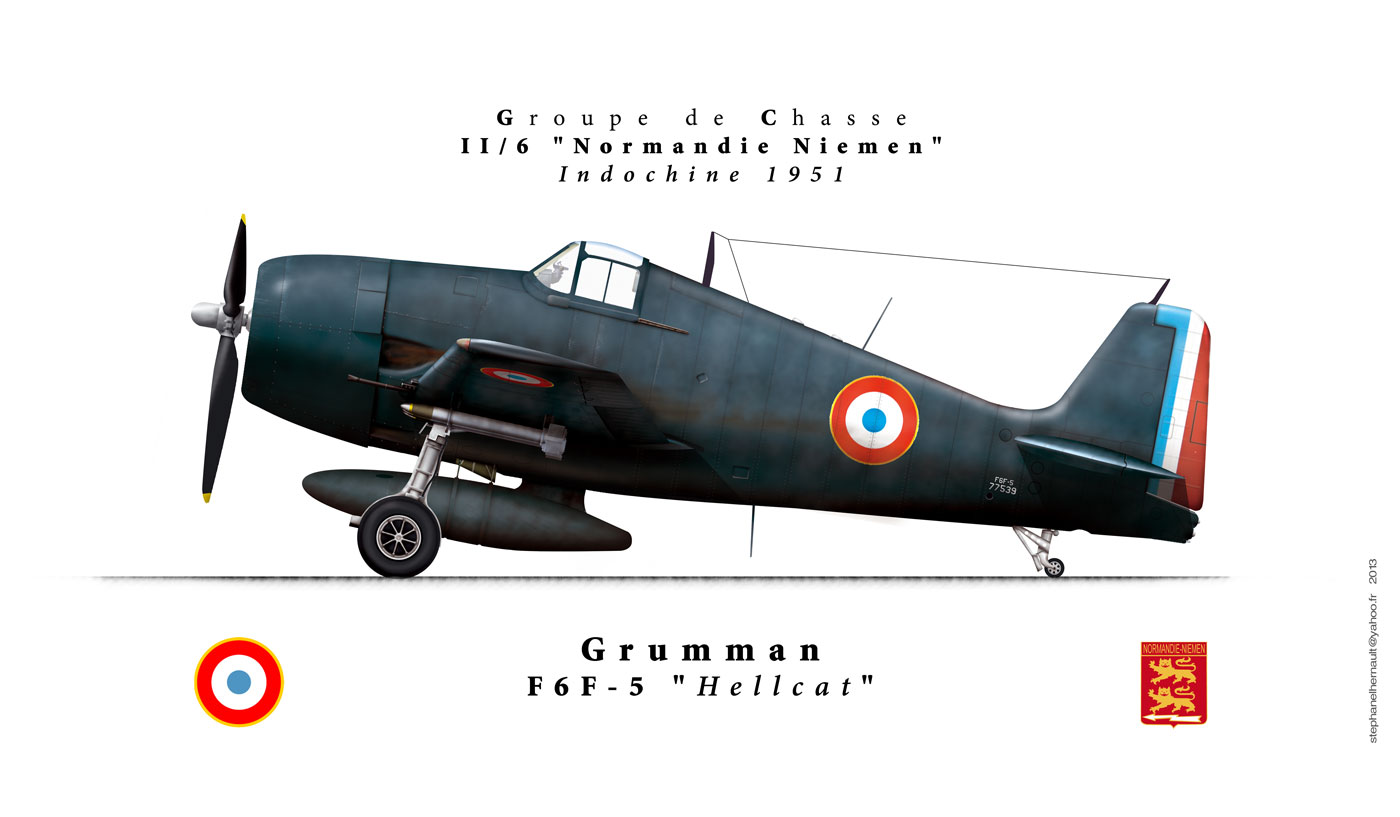
F6F-5 GC 2/6 «Нормандія-Німан»
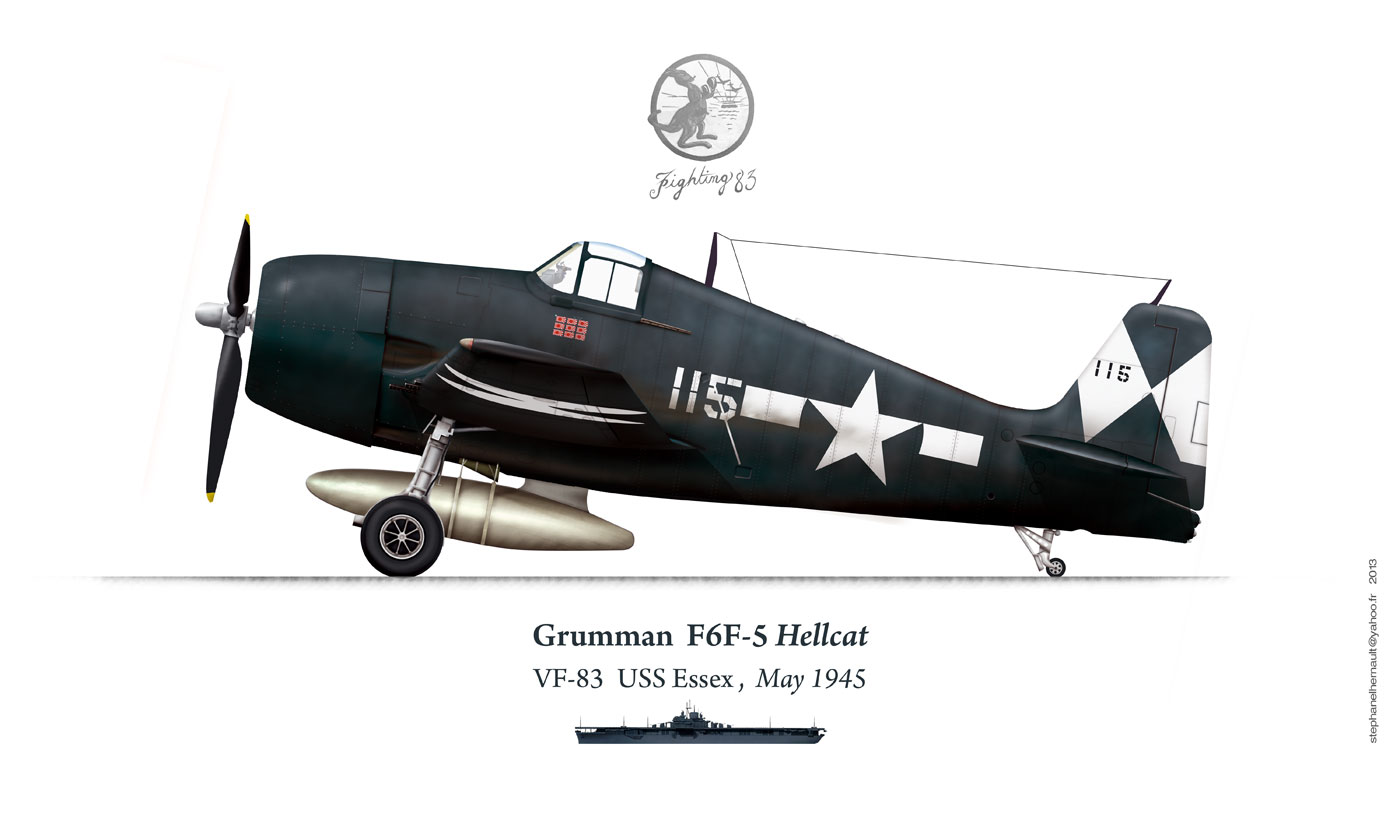
F6F-5 VF83
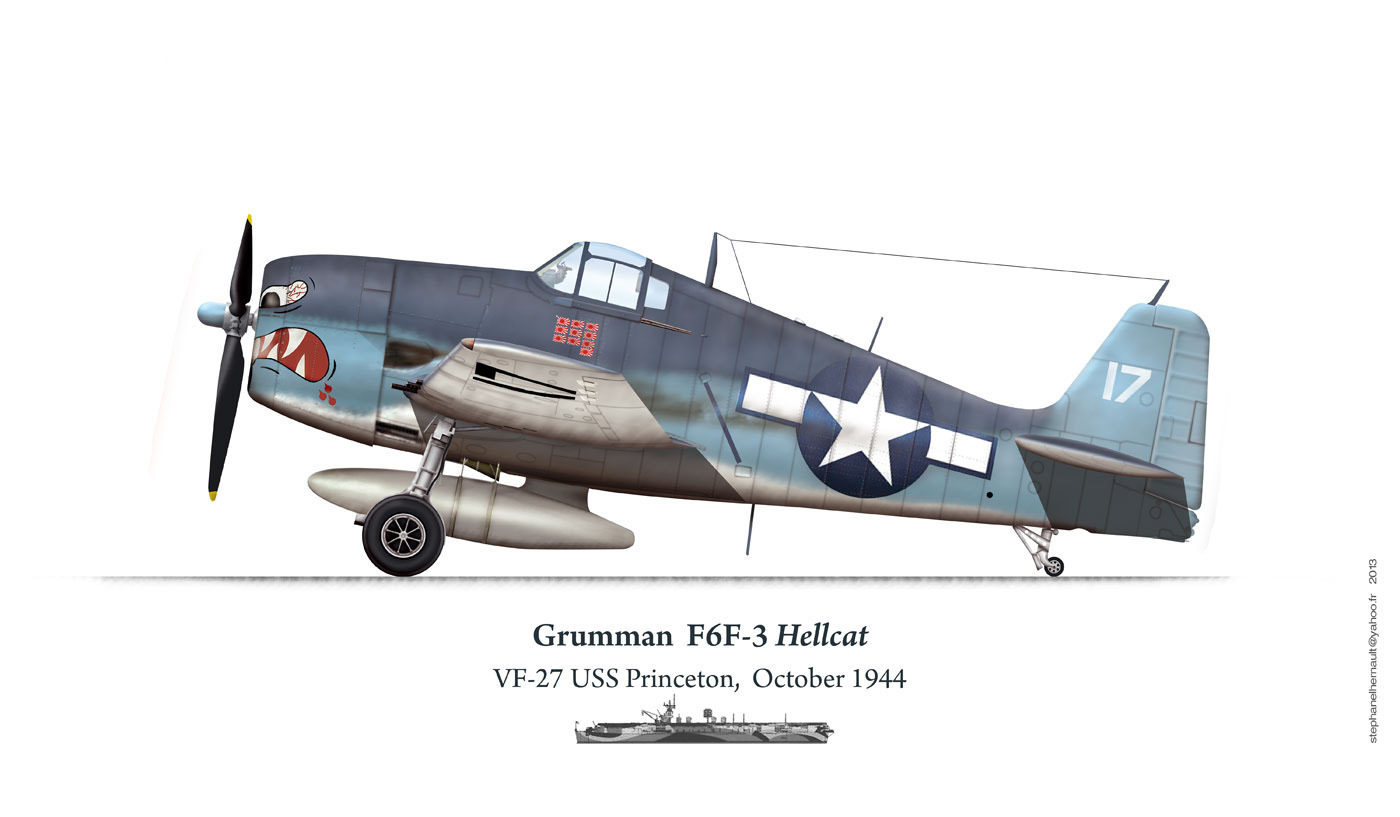
F6F-3 VF27
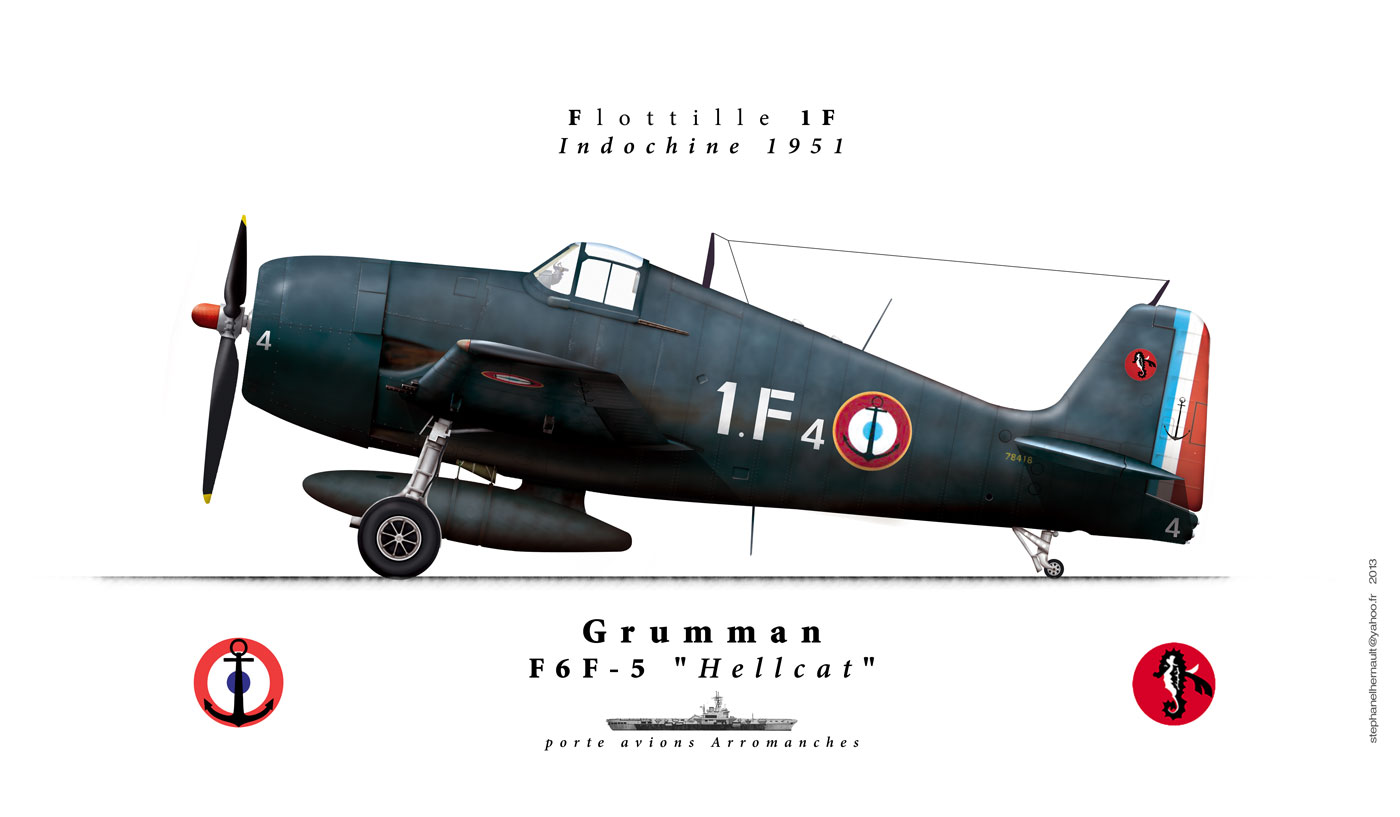
F6F-5 Флотилії 1F

- F6F-5D — літак дистанційного керування радіокерованими літальними апаратами. Невелика кількість таких машин використовувалася в 1949—1958 роках.
- F6F-5K — деяка кількість літаків керованих по радіо; використовувалися для дослідження результатів ядерних вибухів, а також як літаки-мішені. У війні в Кореї, радіокеровані F6F-5K з бомбою вагою 908 кг застосовувалися як літаючі бомби для знищення цілей
- F6F-5N — нічний винищувач, оснащений радіолокатором AN/APS-6. Побудовано 1189 од.
- F6F-5P — розвідувальний літак аерофотознімання. Переобладнано декілька екземплярів з F6F-5

## Країни-оператори
США
- ВМС США
- КМП США

 Велика Британія
- Повітряні сили флоту Великої Британії: 1 263 «Хеллкети» з 1943 до 1945 року

 Франція
- Авіація ВМС Франції: певна кількість «Хеллкетів» наприкінці 1940-х — початку 1950-х років

 Уругвай
- ВМС Уругваю: до початку 1960-х років використовували «Хеллкети»

## Літаки порівнянної ролі, конфігурації та епохи
- Fairey Firefly
- Hawker Hurricane
- Supermarine Seafire
- Fiat G.55
- Ла-5
- North American P-51 Mustang
- Republic P-47 Thunderbolt
- Chance Vought F4U Corsair
- Focke-Wulf Fw 190
- Caudron C.714
- Dewoitine D.520
- Kawanishi N1K
- Kawasaki Ki-100
- Mitsubishi J2M
- Mitsubishi A7M
- Nakajima Ki-84

## Відео
- WWII's F6F HellCat [Архівовано 23 вересня 2020 у Wayback Machine.](англ.)
- Grumman Hellcat F6F [Архівовано 17 вересня 2020 у Wayback Machine.](англ.)